# Френдфорс, Йёста
Йёста Вальдемар Френдфорс (швед. Gösta Valdemar Frändfors), при рождении Йонссон (швед. Gösta Valdemar Jönsson) ; 25 ноября 1915, Стокгольм, Стокгольм, Швеция — 8 августа 1973, Худдинге, Стокгольм, Швеция) — шведский борец вольного и греко-римского стилей, серебряный и бронзовый призёр Олимпийских игр по борьбе, чемпион Европы, 23-кратный чемпион Швеции

## Биография
Начал заниматься борьбой в возрасте 19 лет. Уже через два года занятий представлял Швецию на Олимпийских играх 1936 года и сумел завоевать там бронзовую медаль.
См. таблицу турнира
В 1937 году стал вице-чемпионом Европы.
В 1941 году сменил фамилию Йонссон на Френдфорс.
В 1946 году вновь стал вице-чемпионом Европы. В 1947 году, победив в финальной встрече Арменака Ялтыряна стал чемпионом Европы, но по греко-римской борьбе.
В 1948 году выступал на Олимпийских играх в лёгком весе, где завоевал серебряную медаль.
См. таблицу турнира
В 1950 году оставил спортивную карьеру. В 1951 году сыграл эпизодическую роль в комедии Spöke på semester. Впоследствии был управляющим компанией по прокладке трубопроводов Stuvsta
Умер в 1973 году.